# Genericidade
Antecedentes genéricos são representantes de classes, referidos na linguagem comum por outra palavra (como um pronome), em uma situação em que o gênero é tipicamente desconhecido ou irrelevante. Estes surgem principalmente em generalizações e são particularmente comuns no discurso abstrato, teórico ou estratégico. Os exemplos (com o antecedente em negrito e a linguagem (artigo, pronome e flexão) de referência em itálico) incluem "as testemunhas na advocacia foram informadas", "a clientela que é muito aproveitadora".

## Tratamento em várias línguas
Muitos idiomas compartilham o seguinte problema com o inglês: o antecedente genérico é um indivíduo representativo de uma classe, cujo gênero é desconhecido ou irrelevante, mas os pronomes são específicos de gênero. Em línguas como o inglês, que distinguem gênero natural nos pronomes, mas não gênero gramatical nos substantivos, normalmente masculinos, mas às vezes femininos, as formas dos pronomes são usadas para a referência genérica, no que é chamado de uso genérico do pronome. O contexto torna clara a intenção genérica do uso na comunicação.
- Exemplo: uma acadêmica ambiciosa publicará assim que ela puder (an ambitious academic will publish as soon as she can).

A menos que haja razão para acreditar que o falante pensa que acadêmicos ambiciosos são sempre mulheres no contexto relevante, o uso de she nesta frase deve ser interpretado como um uso genérico. Tradicionalmente, ele e eles (he e they) eram usados para esse propósito, mas, particularmente desde o século XIX, os guias de estilo inglês frequentemente recomendavam o masculino ele como um pronome genérico no singular. Desde meados do século XX, o uso de he para esse propósito tem sido desencorajado, em parte porque o uso de he é percebido como uma sutil tendência do ouvinte a supor que o antecedente é masculino. Várias alternativas foram propostas.

### Francês
Em francês, os pronomes no singular e no plural da terceira pessoa são marcados por gênero gramatical, e o antecedente sempre tem gênero gramatical. A forma masculina de pronome plural, ils, é sempre usada quando se refere a um antecedente plural e gramaticalmente masculino, enquanto para antecedentes plurais que são gramaticalmente femininos, elles de "elas" é usada. Da mesma forma, no singular, o pronome da terceira pessoa il é usado para se referir a antecedentes gramaticalmente masculinos e elle é usado para se referir a antecedentes gramaticalmente femininos. Assim, para antecedentes genéricos e não genéricos, o gênero natural do antecedente, seja conhecido ou desconhecido, é irrelevante, pois o fator decisivo para a escolha de um pronome referente é o gênero gramatical do antecedente.
Alguns falantes de francês defendem o uso de pronomes sem gênero criados, como illes ou els para ils et elles ("eles (masculino) e elas (feminino)") e celleux ou ceulles para celles et ceux ("aquelas (feminino) e aqueles (masculinos)").

### Chinês mandarim
No mandarim falado e na forma pinyin de escrever mandarim no alfabeto latino, não há distinção entre "ele" e "ela" (tā em cada caso), nem há distinção entre "eles (masculino)" e "elas (feminino)" (tāmen em cada caso). No entanto, quando o mandarim é escrito em caracteres, é feita uma distinção de gênero: tā é escrito como 他 ou 她 para "ele" ou "ela" respectivamente, com -men (们) adicionado para o plural. Para um antecedente genérico plural, como "pessoas (em geral)", o pronome de referência sempre será escrito como a forma plural masculina, a menos que o grupo genérico seja conhecido por ser integralmente feminino (como em "mulheres (em geral)"), em caso em que a forma feminina é usada. Para um antecedente genérico singular como "alguém", o pronome de referência é sempre escrito como a forma singular masculina, a menos que o antecedente genérico seja inerentemente feminino (como em "uma mulher (não especificada)").